# Voie maritime intérieure de l'Ouest
 (juin 2025).
Si vous disposez d'ouvrages ou d'articles de référence ou si vous connaissez des sites web de qualité traitant du thème abordé ici, merci de compléter l'article en donnant les références utiles à sa vérifiabilité et en les liant à la section « Notes et références ».
voie maritime du Crétacé, mer de Niobrara, mer intérieure nord-américaine
La voie maritime intérieure de l'Ouest, également appelée la voie maritime du Crétacé, la mer de Niobrara ou la mer intérieure nord-américaine, a été une immense mer qui divisait l'Amérique du Nord en deux continents (l'Appalachia et la Laramidia) pendant le milieu et la fin du Crétacé.

## Origine et géologie
La voie maritime a été créée quand la plaque Farallon, aujourd'hui disparue, a heurté la plaque tectonique nord-américaine, entraînant la création des Rocheuses et la création d'une dépression (bassin) dans le milieu nord-américain. Cette dépression a été inondée car le niveau des mers au Crétacé était beaucoup plus élevé (Océan Arctique et golfe du Mexique). Ces basses terres centrales ont donc formé une mer qui a progressé et régressé au cours du Crétacé.
À son maximum, la voie maritime intérieure occidentale s'étirait des Rocheuses jusqu'aux Appalaches dans l'est (quelque 1000 km de large). Sa profondeur maximale était seulement de 800 ou 900 mètres, ce qui est peu profond en matière de mer.
Les dépôts de carbonates généralisés suggèrent que la voie maritime a eu un climat chaud et  tropical. Au début du Paléocène, certaines parties de la voie maritime intérieure de l'Ouest (eaux marines) occupaient encore la dépression du Mississippi, recouvrant le site de l'actuelle Memphis.

## Faune

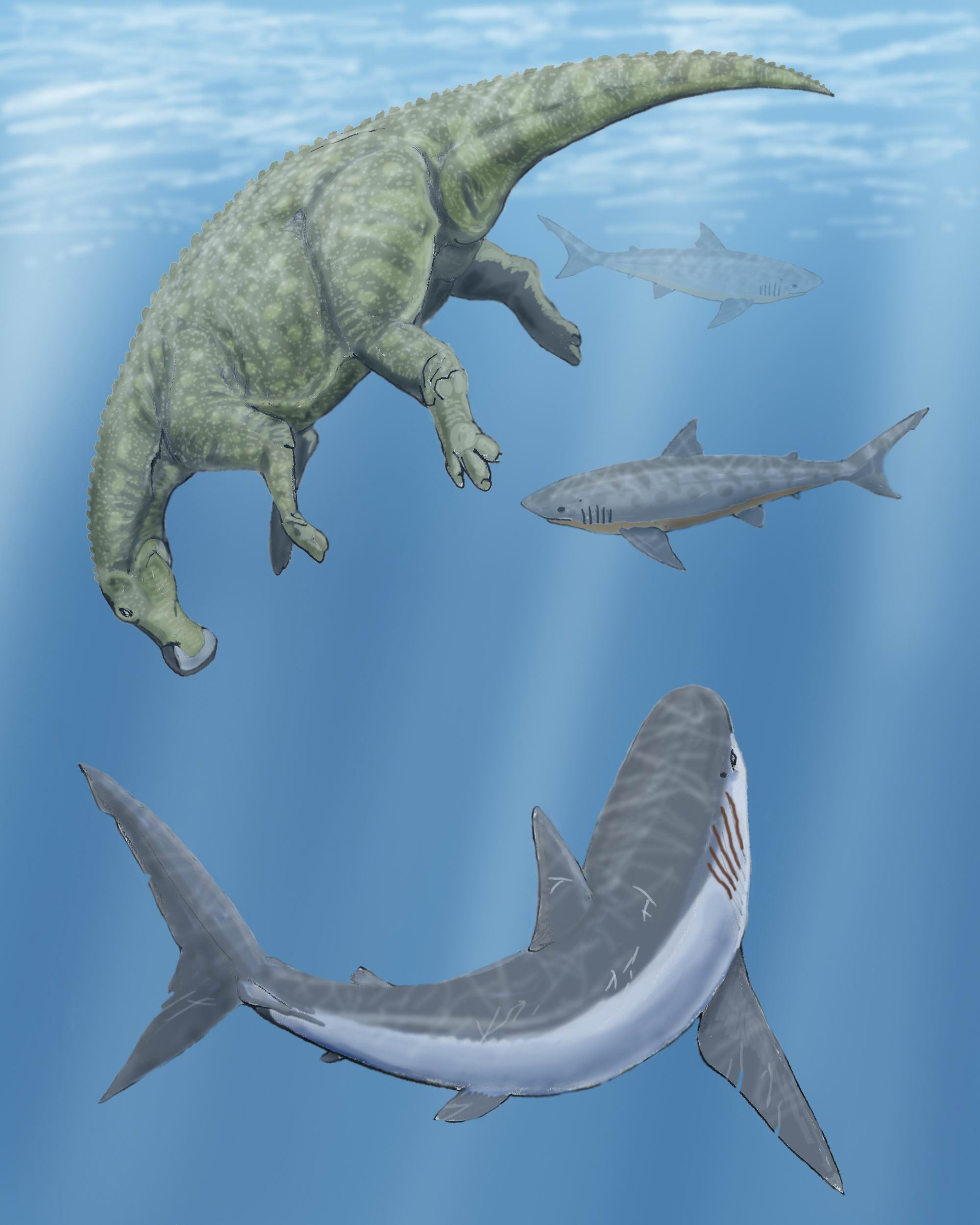
Un Cretoxyrhina et deux Squalicorax encerclant un cadavre de Claosaurus dans la voie maritime intérieure occidentale

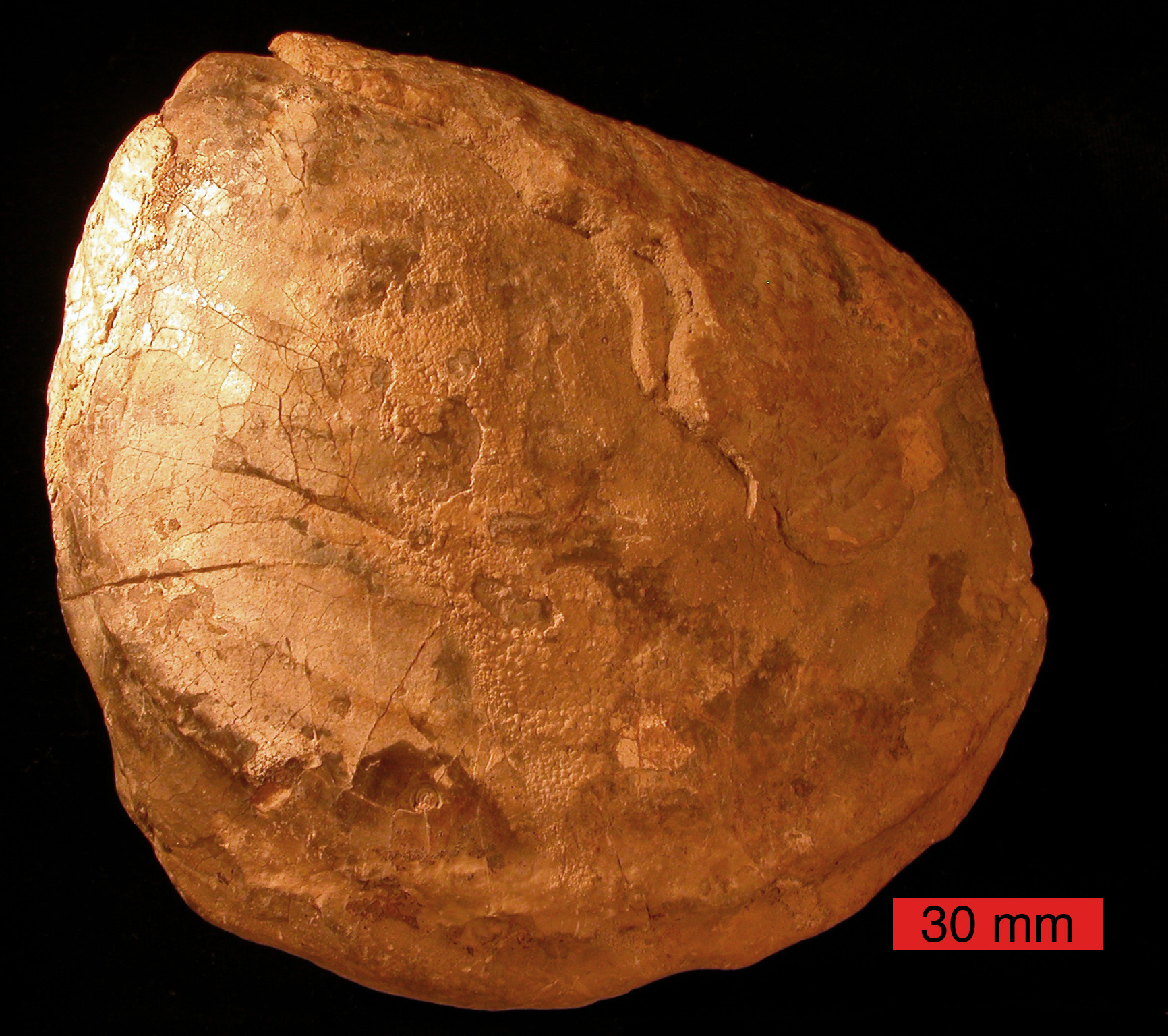
Inoceramus du crétacé dans le Dakota du Sud.

La voie maritime intérieure occidentale était une mer peu profonde, remplie de vie marine abondante. On y trouvait des reptiles marins prédateurs, les animaux les plus grands dans les mers du Crétacé : Mosasauridae (jusqu'à 14 m de long), Ichthyosauria (un spécimen de Pink Mountain (en) en Colombie-Britannique est actuellement le plus grand spécimen d'Ichthyosaure). Les requins étaient très présents avec le Squalicorax ou le Cretoxyrhina mantelli. Les poissons osseux notamment Pachyrhizodus, Enchodus et le massif Xiphactinus (5 mètres de long), un poisson plus grand que les poissons osseux modernes. Cette vie marine incluait aussi les invertébrés comme les mollusques, les Ammonoidea, les encornets, les belemnites et le plancton dont les Coccolithophoridés, les Foraminifera et les Radiolaria.
La voie maritime intérieure de l'Ouest a également accueilli les premiers oiseaux, y compris le Hesperornis aptère, qui avait de robustes pattes pour la natation et des ailes atrophiées utilisées pour le pilotage maritime.
Sur le fond, la palourde géante Inoceramus a laissé des coquillages fossilisés communs dans la voie maritime. Les paléontologues suggèrent que leur taille géante était une adaptation de la vie en eau trouble et anoxique (pour que l'animal puisse faire face à l'épuisement de l'oxygène de l'eau).